# 奥布卢奇耶区
奥布卢奇耶区（俄语：Облученский район）是俄罗斯联邦犹太自治州下辖的一个区，其行政中心为奥布卢奇耶。据2016年统计，该区的人口为26279人。